# Insurrection royaliste du 13 vendémiaire an IV
Révolution française
Batailles
- Émeutes des 12 et 13 juillet 1789
- Prise de la Bastille
- Journées des 5 et 6 octobre 1789
- Fusillade du Champ-de-Mars
- Journée du 20 juin 1792
- Prise des Tuileries
- Massacres de Septembre
- Journées du 31 mai et du 2 juin 1793
- 9-Thermidor
- Insurrection du 12 germinal an III
- Insurrection du 1er prairial an III
- Insurrection royaliste du 13 vendémiaire an IV
- Coup d'État du 18 fructidor an V
- Coup d'État du 30 prairial an VII
- Coup d'État du 18 Brumaire

L'insurrection royaliste du 13 vendémiaire an IV est une tentative de coup de force menée par les royalistes à Paris le 5 octobre 1795.

## Causes

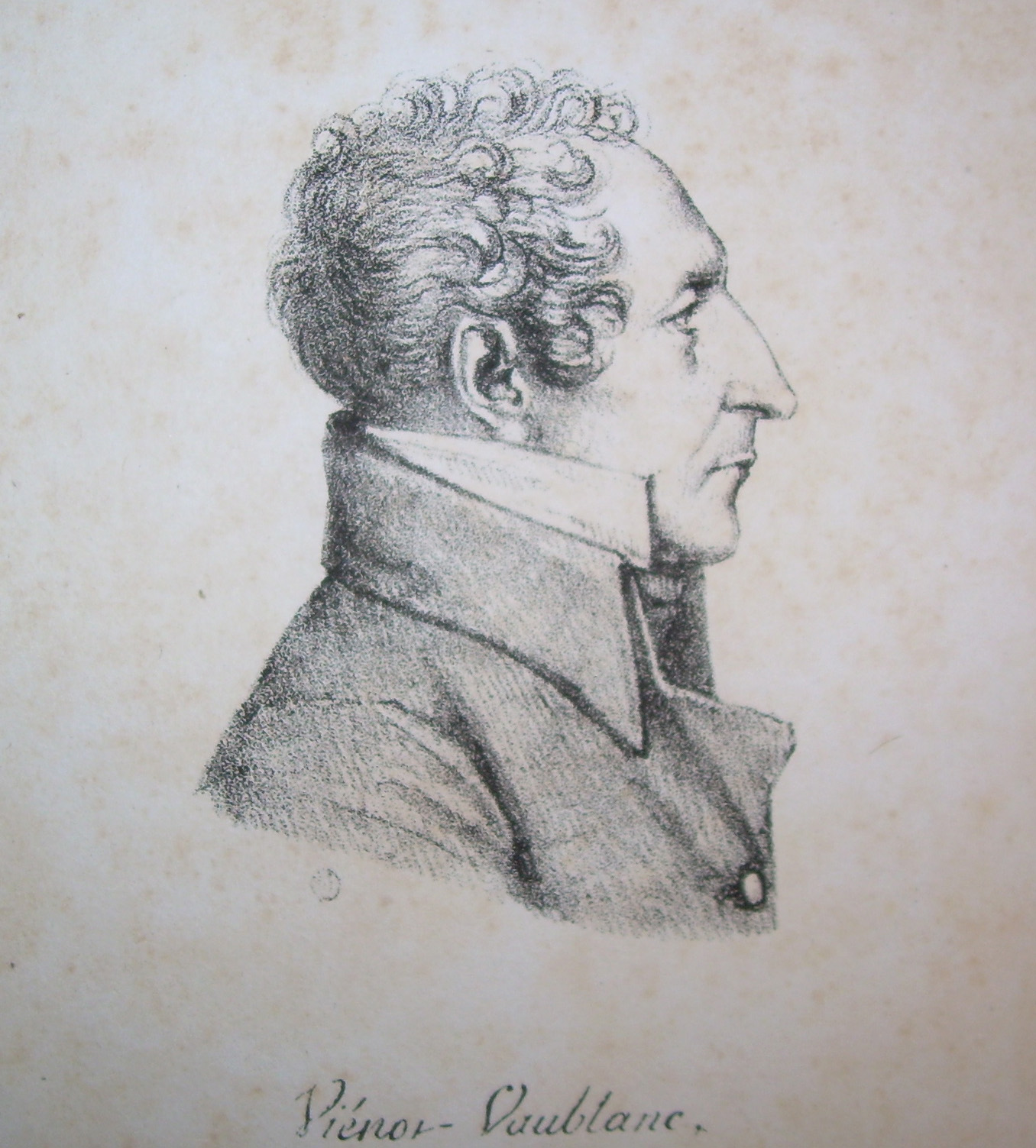
Vaublanc, l'un des chefs royalistes de l'insurrection.

Devant le vote des décrets des « deux tiers », qui vise à maintenir une majorité républicaine au sein des Conseils, ceux des royalistes qui, comme Vincent-Marie de Vaublanc ou Antoine Chrysostome Quatremère de Quincy, espéraient rétablir la monarchie par les voies légales, après l'échec du débarquement des émigrés à Quiberon, voient leurs espoirs s'envoler. Tenant plusieurs sections parisiennes, en particulier la section Lepeletier, ils appellent à l'insurrection afin de forcer la Convention thermidorienne à révoquer les décrets avant les élections, prévues le 20 vendémiaire,.

## Préparatifs
Le 10 vendémiaire (2 octobre 1795), la section Lepeletier appelle à l'insurrection et convoque ses électeurs pour le 11. Quatre-vingts électeurs de quinze sections s'y rendent. Le soir du 11 vendémiaire, sept sections se déclarent en insurrection : les sections Lepeletier, Butte des Moulins, Contrat-Social, Théâtre-Français, Brutus, Temple et Poissonnière. Le 12 vendémiaire (4 octobre 1795), la Convention, avertie des préparatifs des royalistes, rapporte ses décrets sur le désarmement des « terroristes ». Le lendemain, 13 vendémiaire an IV, elle charge Paul Barras du commandement des troupes de Paris et lui adjoint cinq généraux jacobins, dont Napoléon Bonaparte et Guillaume Marie-Anne Brune. En fait, c'est Bonaparte qui dirige les opérations. Il charge Joachim Murat, alors chef d'escadron, de s'emparer des quarante canons des sections rassemblées au camp des Sablons. Ces canons sont placés aux extrémités de toutes les rues qui conduisent à la Convention.

## L'insurrection et la répression

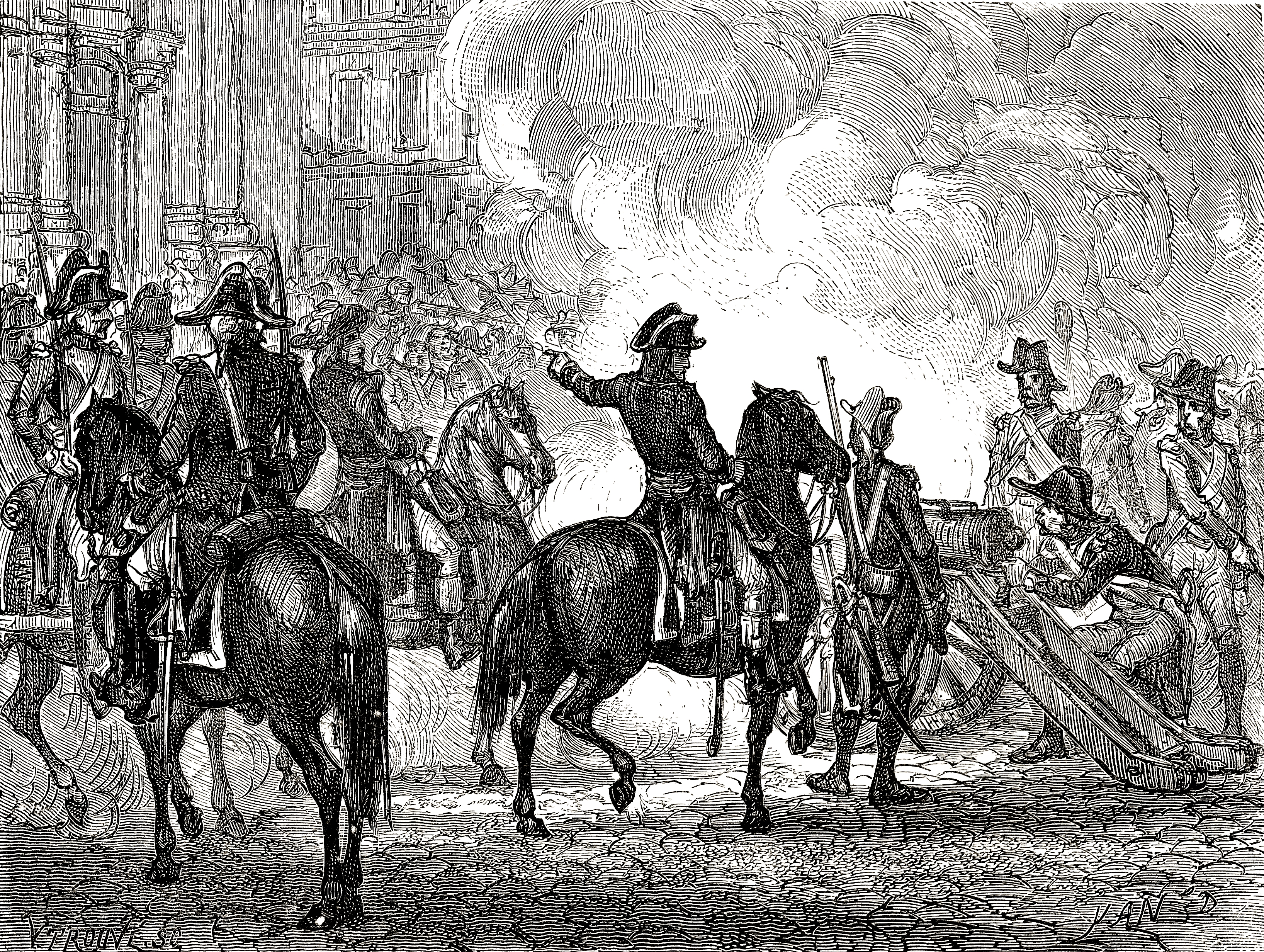
« Bonaparte fait tirer à mitraille sur les sectionnaires », illustration de Yan' Dargent parue dans lHistoire de la Révolution d'Adolphe Thiers (1866).

Le général Louis Michel Auguste Thévenet, dit « général Danican », se met à la tête d'une partie des gardes nationaux venus renforcer les sections royalistes. Celles-ci tentent de marcher sur les Tuileries, siège de la Convention, mais sont repoussées. À 15 h, la Convention est cernée. Les sectionnaires insurgés, soit environ 25 000 hommes, s'efforcent de fraterniser avec les soldats qui défendent la Convention. Paul Barras donne l'ordre d'ouvrir le feu et Napoléon Bonaparte commande aux canonniers de tirer. Il laisse la mitraille tirer pendant trois quarts d'heure. Il y a environ 300 morts parmi les insurgés (dont l'éditeur Hubert Cazin) sur les marches de l'église Saint-Roch.
La commission militaire, siégeant au Théâtre-Français, prononce 64 condamnations à mort, dont deux seront effectives : celle de Jean-Jacques-Claude-Élisée Lafond de Soulé, un ancien garde du corps de Louis XVI, émigré rentré clandestinement en France, commandant la colonne de la section Lepeletier, et celle de Lebois, président de la section du Théâtre-Français. Le premier monte sur l'échafaud le 21 vendémiaire (13 octobre 1795), le second tente de se suicider de plusieurs coups de baïonnettes, mais est découvert et exécuté le 23 vendémiaire (15 octobre 1795).
C'est une victoire de la Convention et de la République, mais acquise grâce à l'intervention de l'armée, et notamment du général de brigade Bonaparte, que cette opération rend célèbre. Il sera surnommé le « général Vendémiaire ».
L'église Saint-Roch à Paris a conservé jusqu'à la restauration de sa façade au début des années 2000 les traces du mitraillage du 5 octobre 1795.

## Filmographie
- Napoléon réalisé par Abel Gance, avec Albert Dieudonné, 1927.
- Premier épisode du téléfilm Napoléon réalisé par Yves Simoneau, avec Christian Clavier et Gérard Depardieu, 2001.
- Napoléon réalisé par Ridley Scott, avec Joaquin Phoenix, 2023.

## Littérature
- César Birotteau, un personnage de la Comédie humaine de Balzac, aime à rappeler son combat aux côtés des Bourbons où il fut blessé sur les marches de Saint-Roch.
- L'insurrection du 13 vendémiaire et son contexte sont le sujet du roman historique Le Chat botté de Patrick Rambaud.
- Les Blancs et les Bleus : Alexandre Dumas Phébus 2006

## Gravure
- 13 vendémiaire an IV, eau-forte d'Achille Désiré Lefèvre d'après Auguste Raffet, Musée Carnavalet, Paris[4].